# بخش لاس هراس
بخش لاس هراس (به اسپانیایی: Departamento Las Heras) یک منطقهٔ مسکونی در آرژانتین است که در استان مندوسا واقع شده است. بخش لاس هراس ۸٬۹۵۵ کیلومتر مربع مساحت و ۱۸۲٬۹۶۲ نفر جمعیت دارد.